# ددلي ستامب
ددلي ستامب (بالإنجليزية: Laurence Dudley Stamp)‏ (9 مارس 1898 - 8 أغسطس 1966), هو جغرافي بريطاني وأحد رواد الجغرافيا التطبيقية, ويعتبر أحد أشهر الجغرافيين البريطانيين في القرن العشرين, تلقى تعليمه في كلية لندن الملكية وتخصص في الجيولوجيا والجغرافيا, عهد إليه بالإشراف على مسح بريطانيا من حيث إستغلال الأراضي (Land use) في الثلاثينيات من القرن الماضي.وتوفى في مدينة مكسيكو في الميكسيك

## روابط خارجية
- ددلي ستامب على موقع الموسوعة البريطانية (الإنجليزية)